# Netebuk
Netebuk is een Belgisch bier van hoge gisting. Het bier wordt gebrouwen in Brouwerij Gulden Spoor te Gullegem.

## Varianten
- Netebuk Original, goudblond, licht troebel bier met een alcoholpercentage van 6,5%
- Netebuk Cherry Ladybuk, roodbruin fruitbier met een alcoholpercentage van 6%
- Netebuk Coffee, donkerbruin bier met een alcoholpercentage van 6%
- Netebuk Winter, donkerbruin bier met een alcoholpercentage van 8%
- Netebuk Wheat, licht amber tarwebier met een alcoholpercentage van 6%